# Eupithecia quebecata
Eupithecia quebecata là một loài bướm đêm trong họ Geometridae.